# Afroleptomydas orangiae
Afroleptomydas orangiae är en tvåvingeart som beskrevs av Hesse 1969. Afroleptomydas orangiae ingår i släktet Afroleptomydas och familjen Mydidae. Inga underarter finns listade i Catalogue of Life.